# Brněnská přehrada
Die Brněnská přehrada (Hantec: Prýgl, deutsch: Brünner Talsperre) ist eine Talsperre und Stausee in Tschechien. Sie liegt acht Kilometer nordwestlich des Stadtzentrums von Brünn und staut die Svratka.

## Geographie
Die Talsperre befindet sich in den nordwestlichen Außenbezirken der Stadt Brünn zwischen den Stadtteilen Bystrc und Kníničky. Der Stausee erstreckt sich über knapp 10 Kilometer nach Nordwesten bis zur Einmündung des Bílý potok in Veverská Bítýška. Zwischen der Mündung der Kuřimka bei Hana und Bystrc besteht Schiffsverkehr. An der Einmündung der Veverka in den Stausee thront am rechten Ufer die Burg Veveří.

## Geschichte

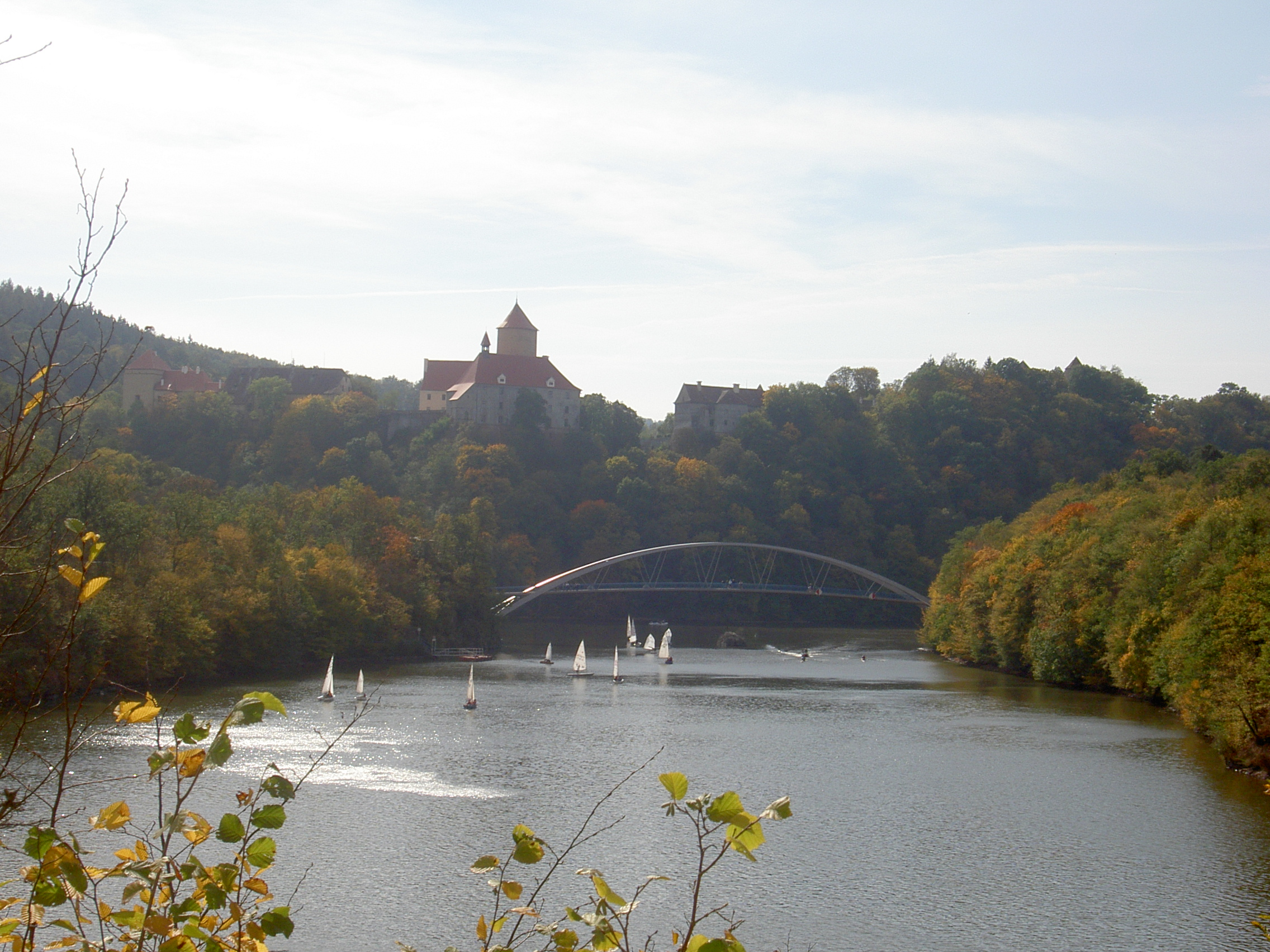
Blick über den Stausee zur Burg Veveří

Erste Pläne zur Errichtung einer Talsperre entstanden zu Beginn des 20. Jahrhunderts. Der Baubeginn erfolgte im Jahre 1936. Dabei wurde in der 700 m südlich von Klein Kinitz / Kníničky gelegenen Flusskehre eine Gewichtsstaumauer aus Beton errichtet. Der Ort Klein Kinitz wurde aufgegeben und einen Kilometer östlich über dem Tal neu errichtet. Da die Schwarzau oberhalb von Klein Kinitz bis Eichhorn Bittischka durch ein unbesiedeltes Tal floss, waren keine weiteren Umsiedlungen erforderlich. In der Staumauer wurde eine Kaplan-Turbine mit einer Leistung von 3,1 MW installiert. Die regelmäßige Leistung des Wasserkraftwerkes beträgt 2,88 MW. Zum Ende des Zweiten Weltkrieges verminte die Wehrmacht die Straßen entlang des Stausees und brachte am Auslauf der Talsperre eine Sprengladung aus TNT an. Diese wurde wenig später wegen der Gefahren für die Stadt Brünn wieder entfernt und nach Šikula verlegt. Während der Bratislava-Brünner Operation eroberte die Rote Armee dieses Wasserbauwerk ohne größere Zwischenfälle.
Für Notfälle kann das Wasserkraftwerk auch zum Hochfahren der Gasturbinen im Brünner Wärmekraftwerk Červený mlýn genutzt werden.

## Passagierschifffahrt

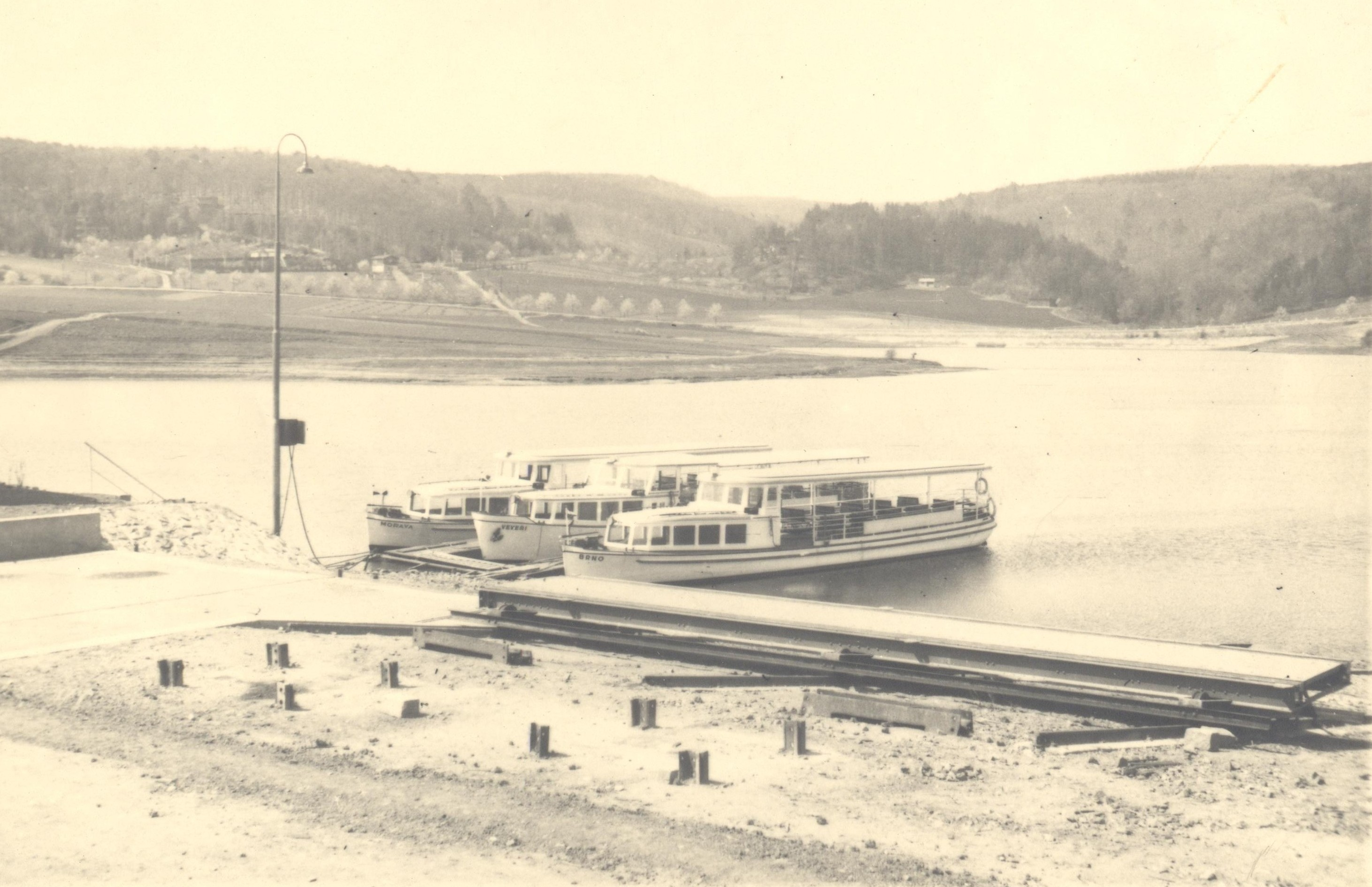
Die ersten drei Brünner Elektroschiffe 1948

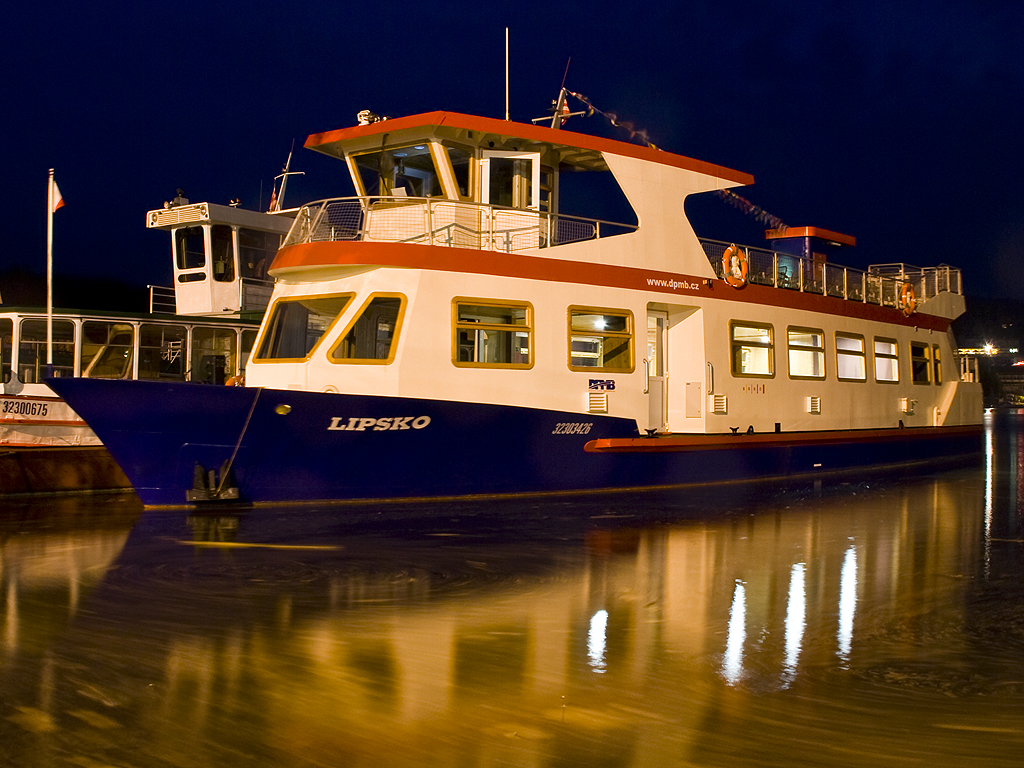
Elektroschiff „Lipsko“ im Jahr 2010

Heute dient der Stausee vor allem Erholungszwecken.
Die Schifffahrt begann 1946 mit zwei noch in der Kriegszeit in Deutschland bei der Schiffswerft Jean Stauf in Königswinter eingekauften Elektroschiffen, der Morava und Brno. Ein kleines Motorboot Svratka diente bis 1955 für sporadische Fahrten. Der Publikumserfolg war sehr groß, so dass man bald weitere Schiffe im Eigenbau herstellte: Die Veveří (1947), Údernik (1949), Pionýr (1950), Mír (1952), Praha (1953), Moskva (1955), Bratislava (1956), Kyjev (1961) folgten. Bedingt durch ihren guten Ruf konnten fünf weitere Schiffe der kleinen Brünner Werft an andere Orte verkauft werden.
Derzeit (2015) sind mit der Lipsko, Utrecht, Vídeň, Dallas, Stuttgart moderne Elektroschiffe mit Akkumulatoren im Einsatz, die jedoch nicht mehr wie früher vor Ort gebaut wurden, sondern aus der Werft Jesko CZ (Jaroslav Jiráň) in Hlavečník bei Pardubitz stammen. Diese nach 2010 gebauten Schiffe tragen die Namen von fünf der insgesamt zwölf Brünner Partnerstädte. Die Schiffsakkumulatoren werden nachts vom Netz aufgeladen und tagsüber noch zusätzlich von Photovoltaik auf dem Dach des Führerstandes gespeist.
Das mehrfach umgebaute und umgetaufte Schiff Brno ist ein Eigenbau der Brünner Werft, 1949 auf den „sozialistischen“ Namen Úderník (deutsch: „Stoßarbeiter“ oder „Held der Arbeit“) getauft, 1967 stillgelegt, 1987 und 2005 restauriert und seit 2006 wieder im Liniendienst. Die erste Brno aus dem Jahr 1946 wurde bereits 1982 verschrottet und so ist aus der Úderník nach dem ersten Umbau 1989 noch in der sozialistischen Ära statt „Held der Arbeit“ wieder eine einheimische Brno geworden. Die Brno ist mit einem 15 kW Tram-ElektroMotor angetrieben, etwa 10 km/h schnell und wird durch Blei-Akkumulatoren mit Energie versorgt.